# Миодраг Миловановић Луне
Миодраг Миловановић Луне (Добри До, код Ужица, 12. фебруар 1921 — Добри До, код Ужица, април 1944) био је учесник Народноослободилачке борбе и народни херој Југославије.

## Биографија
Рођен је 12. фебруара 1921. године у селу Добри До (Добродо), код Ужица. Потиче из сиромашне сеоске породице. Као ученик чувене Ужичке реалке (гимназије), веома млад је пришао револуционарном омладинском покрету. Убрзо је постао члан Савеза комунистичке омладине Југославије (СКОЈ), а пред рат и члан Комунистичке партије Југославије (КПЈ).
У Народноослободилачку борбу је ступио, у лето, 1941. године. У партизане је отишао из гимназијске клупе, као ученик осмог разреда. Иако врло млад, Луне, је брзо напредовао: од борца до заменика команданта Друге пролетерске бригаде. Ратовао је у Србији, Санџаку, Далмацији, Босни и Херцеговини. Истицао се јунаштвом и подвизима, посебно на Мањачи, Ливну, Мостару и Сутјесци.
Посебно се истакао 11. јуна 1942. године, на Гату, у Херцеговини, када је његов батаљон (чији је он командант био од оснивања Друге пролетерске) водио тешке борбе против бројнијег и боље наоружаног непријатеља. У тој борби му је погинуо и рођени брат Љубодраг. Као један од најистакнутијих бораца Друге пролетерске бригаде, Луне Миловановић је на Првом конгресу антифашистичке омладине Југославије изабран у Централни одбор тада основаног Уједињеног савеза антифашистичке омладине Југославије (УСАОЈ).
У априлу 1944. године, после повратка с Ибра, Друга и Пета дивизија су из Санџака покушале продор у Србију, у правцу Ваљева. Луне је дуго чезнуо за својим родним крајем и Србијом. У свом маршу, Лунетова бригада је прелазила железничку пругу Ужице–Пожега, у непосредној близини Доброг Дола. При прелазу је наишао непријатељски воз. Партизани су пре тога размакли пругу и зауставили композицију. Развила се борба с Немцима. Чело и главнина бригаде ишла је даље, и већ улазила у село. Луне је остао док се не заврши борба на прузи и баш када је било све готово — Луне је пао погођен у главу. Од последица рањавања умро је после пар дана. Сахрањен је на Борисављевића гробљу, недалеко од своје куће. Сахрањен је у истој гробници са братом Љубодрагом.
Указом Председништва Антифашистичког већа народног ослобођења Југославије (АВНОЈ), 20. маја 1944. године, међу првим борцима Народноослободилачке војске, проглашен је за народног хероја Југославије.
Од његовог родног села Добри Дол (Добродо како се данас назива), и још три суседна села: Каменица, Бјелотићи и Пониковица је после Другог светског рата формирано ново село, названо у његову част Луново Село, како је и данас познато, иако постоји само као месна заједница од 1991. године. Основна школа у Лужничкој долини (Рибашевина, Гостиница, Губин До, Трнава, Каран, Лелићи, Луново Село), такође носи његово име, а то је било и име Ужичке гимназије до 2001. године.

## Галерија
- Биста у Луновом Селу
- Орден народног хероја

## Видите још
- Одред извиђача „Народни херој Миодраг Миловановић Луне”